# Ioduro di cesio
Lo ioduro di cesio è il sale di cesio dell'acido iodidrico.
A temperatura ambiente si presenta come un solido bianco inodore.

## Reattività
Viene utilizzato come catalizzatore in determinate esterificazioni: l'uso del carbonato di cesio permette di esterificare substrati sensibili alle condizioni acide richieste dalla classica esterificazione di Fisher.